# Šebet
Šebet (izvirno srbsko Шебет) je naselje v Srbiji, ki upravno spada pod Občino Gadžin Han; slednja pa je del Niškega upravnega okraja.

## Demografija
V naselju živi 70 polnoletnih prebivalcev, pri čemer je njihova povprečna starost 49,1 let (49,0 pri moških in 49,2 pri ženskah). Naselje ima 37 gospodinjstev, pri čemer je povprečno število članov na gospodinjstvo 2,14.
To naselje je, glede na rezultate popisa iz leta 2002, večinoma srbsko.
|  |

| Demografija | Demografija     | Demografija     |
| Leto        | Št. prebivalcev | Št. prebivalcev |
| ----------- | --------------- | --------------- |
|             |                 |                 |
|             |                 |                 |
|             |                 |                 |
|             |                 |                 |
| 1948        | 376             |                 |
| 1953        | 345             |                 |
| 1961        | 254             |                 |
| 1971        | 197             |                 |
| 1981        | 166             |                 |
| 1991        | 118             | 116             |
| 2002        | 79              | 79              |
|             |                 |                 |

| Etnična sestava po popisu iz leta 2002 | Etnična sestava po popisu iz leta 2002 | Etnična sestava po popisu iz leta 2002 | Etnična sestava po popisu iz leta 2002 | Etnična sestava po popisu iz leta 2002 |
| -------------------------------------- | -------------------------------------- | -------------------------------------- | -------------------------------------- | -------------------------------------- |
| Srbi                                   | Srbi                                   |                                        | 77                                     | 97,46%                                 |
| Rusi                                   | Rusi                                   |                                        | 1                                      | 1,26%                                  |
| Neznano                                | Neznano                                |                                        | 1                                      | 1,26%                                  |